# Kevin
A Kevin ír eredetű férfinév, jelentése: kellemes, jó születés vagy kedvesnek, csinosnak született.

## Gyakorisága
Az 1990-es év elejétől használatos Magyarországon, akkor ritka név volt, a 2000-es években a 35–45. leggyakoribb férfinév.

## Névnapok
- június 3.[2]

## Híres Kevinek
- Csoboth Kevin magyar labdarúgó
- Kevin Ayers brit zenész
- Kevin Bacon amerikai színész
- Kevin Costner amerikai színész
- Kevin Davies angol labdarúgó
- Kevin De Bruyne belga labdarúgó
- Kevin Doyle ír labdarúgó
- Kevin DuBrow amerikai rockénekes és dalszerző
- Kevin Durant amerikai kosárlabdázó
- Kevin Federline amerikai színész
- Kévin Gameiro francia labdarúgó
- Kevin Hofland holland labdarúgó
- Kevin Keegan angol labdarúgó
- Kevin Kilbane ír labdarúgó
- Kevin Kline amerikai színész
- Kevin Kurányi német labdarúgó
- Kevin Magnussen dán autóversenyző
- Kevin Mirallas belga labdarúgó
- Kevin Nolan angol labdarúgó
- Kevin Phillips angol labdarúgó
- Kevin Smith amerikai forgatókönyvíró, színész
- Kevin Sorbo amerikai színész
- Kevin Spacey amerikai színész
- Kevin Strootman holland labdarúgó
- Kevin Jonas amerikai énekes, zenész
- Kevin Richardson amerikai, a Backstreet Boys énekese
- Kevin Volland német labdarúgó
- Richter Kevin magyar lovas akrobata
- Kevin Garnett amerikai kosárlabdázó